# شهرستان جیانگیونگ
شهرستان جیانگیونگ (به لاتین: Jiangyong County) یک منطقهٔ مسکونی در چین است که در یونگژو واقع شده‌است. شهرستان جیانگیونگ ۱٬۶۳۲٫۶۲ کیلومتر مربع مساحت و ۲۳۲٬۵۹۹ نفر جمعیت دارد.